# 欧尔德
欧尔德，是匈牙利巴兰尼亚州所辖的一个村。总面积14.07平方公里，总人口363，人口密度25.8人/平方公里（2011年1月1日）。